# M864

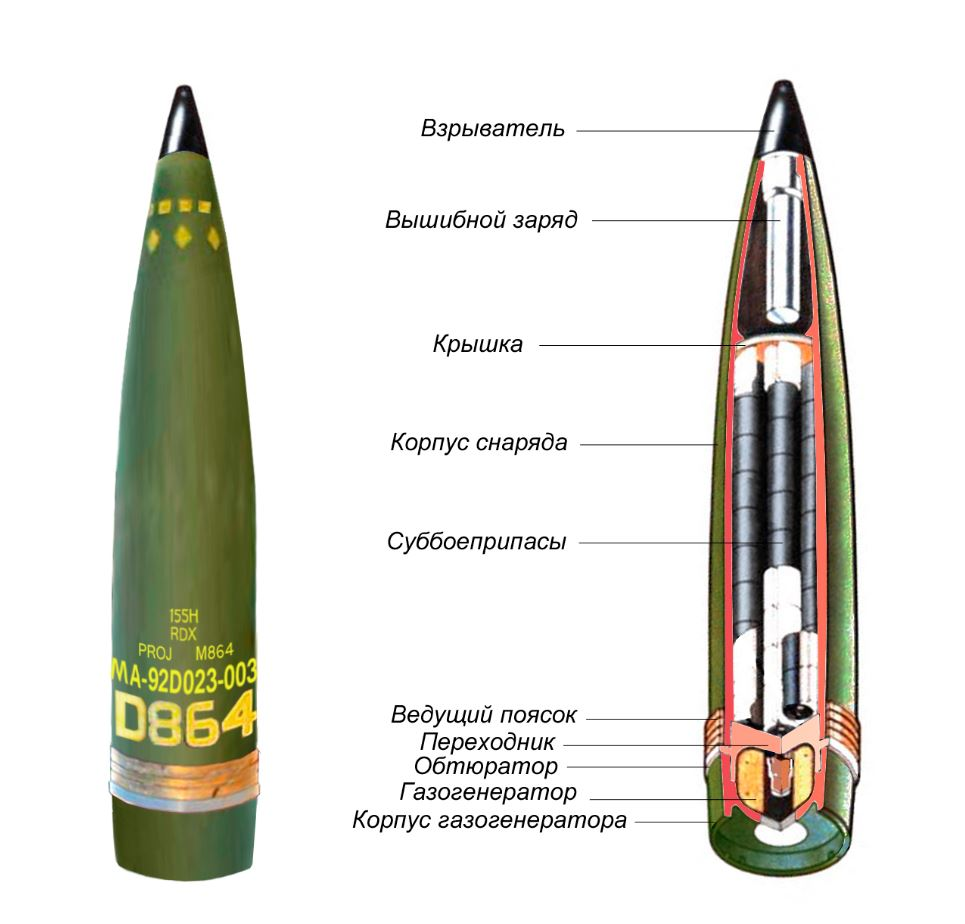
Кассетный снаряд M864. Внешний вид и устройство

М864 — кассетный артиллерийский снаряд калибра 155 мм производства США. Для увеличения дальности стрельбы в конструкции снаряда применён донный газогенератор.

## История
Производство снарядов М864 началось в 1987 году. M864 является совместным проектом Chamberlain Manufacturing Corporation и Talley Defense Systems. Chamberlain (а затем поглотившая её General Dynamics, Ordnance and Tactical Systems) производила металлические компоненты на армейском заводе боеприпасов в Скрантоне, штат Пенсильвания.
Компания Talley Defense Systems занималась производством газогенераторов. Начальное производство газогенераторов низкими темпами осуществлялось в Месе, штат Аризона. С 1991 года производство было передано на армейский завод боеприпасов в Джолиете, штат Иллинойс. Завод Joliet способен производить 15 000 газогенераторов в месяц. Однако все производство кассетных боеприпасов в США к 2002 году было приостановлено. К моменту остановки производства компания Talley Defense Systems поставила почти миллион газогенераторов.
Приблизительно 30 000 снарядов были отправлены в Персидский залив для операций «Щит пустыни» и «Буря», но они не использовались в боевых действиях из-за отсутствия соответствующего программного обеспечения в компьютерной системе батареи (BCS) армии США.

## Устройство

### Снаряд
M864 является логическим развитием снаряда M483A1. Относительно M483A1 у него увеличена дальность, но, вследствие того, что часть веса снаряда приходится на газогенератор, уменьшено количество суббоеприпасов. M864 содержит 72 суббоеприпаса DPICM (англ: dual-purpose improved conventional munition, двойного назначения улучшенные обычные боеприпасы, — с кумулятивным медным конусом для брони и стальной оболочкой для поражения пехоты осколками).
Корпус снаряда стальной тонкостенный, производится из стали 1340 или 4190. В носовой части снаряда имеется резьбовое отверстие для ввинчивания взрывателя. Так же через это отверстие вставляется вышибной или кумулятивный заряд. При поставке с завода в отверстие для взрывателя вкручивается пробка с рым-болтом, которая перед стрельбой выкручивается и заменяется взрывателем. В месте перехода оживальной части снаряда в цилиндрическую внутри снаряда имеется кольцевой прилив — фланец, В него упирается сборка суббоеприпасов, упакованных в пенопластовый блок. Со стороны дна снаряда сборка подпирается ввинчивающимся резьбовым переходником, к которому, в свою очередь, прикручивается изготовленный из стали 4340 корпус донного газогенератора, который поджимает газогенератор к переходнику.
На корпусе снаряда ближе к месту соединения с корпусом газогенератора напрессован ведущий поясок, изготовленный из латуни с содержанием 90 % меди и 10 % цинка. Сразу за пояском имеется пластиковый обтюратор[неизвестный термин].

### Газогенератор
Между корпусом газогенератора и переходником вставлен состоящий из двух частей бочкообразный газовырабатывающий элемент (ГЭ), изготовленный из полибутадиена с концевыми гидроксильными группами (HTPB), разработанного Talley Defense.

### Суббоеприпасы
Снаряд M864 содержит суббоеприпасы DPICM двух типов: М42 и М46. Всего в снаряде 48 шт М42 и 24 шт М46. Оба типа суббоеприпасов идентичны по внешним размерам, хотя стенка М46 тяжелее и толще, чем у М42. На внутренней стенке суббоеприпаса М42 имеются нарезы для усиления осколочного действия; Суббоеприпасы М46 не имеют таких нарезов. Оба типа DPICM имеют длину 82,55 мм. M42 весит 208 г, а M46 — 213 г. Суббоеприпасы М42 и М46 не имеют механизмов самоуничтожения.

## Принцип работы
При выстреле пороховые газы воспламеняют ГЭ, после чего ингибированный HTPB относительно медленно горит в течение примерно 22 секунд таким образом, что образующиеся газы заполняют вакуум, создаваемый аэродинамическим потоком воздуха за оболочкой. Это уменьшает сопротивление позади снаряда, тем самым увеличивая его дальность.
В рабочем режиме взрыватель замедленного действия M577A1 срабатывает в выбранный момент траектории полёта снаряда и инициирует бустерный заряд, расположенный в основании шахты взрывателя. Тот в свою очередь инициирует вышибной заряд, образованный 90,7 г пороха М10. В результате этого возникает значительное внутреннее давление, которое через прижимную пластину и сборку суббоеприпасов срывает с резьбы переходник с корпусом газогенератора, и отбрасывает его назад по ходу снаряда, после чего из корпуса снаряда выбрасываются суббоеприпасы. Центробежные силы рассеивают суббоеприпасы радиально от линии полета снаряда.
Суббоеприпасы взводятся механически за счёт вращения после выброса из снаряда. Во время полёта они стабилизируются и ориентируются для удара за счёт развёртывания нейлоновой ленты, которая также создаёт вращение для взведения взрывателя.
Суббоеприпасы детонируют при ударе при срабатывании встроенного скользящего взрывателя M337A1, который механически инициирует детонатор M55. Каждый суббоеприпас содержит 30,5 г состава А5, сформированного в виде кумулятивного заряда под углом 60°, который направлен вниз для создания противотанковой струи, способной пробить примерно 70 мм гомогенной броневой плиты. Фрагментация стальных корпусов гранат приводит к поражению пехоты противника.
Снаряд M864 также может работать в режиме «регистрации огня». В этом режиме выталкивающий заряд заменяется кумулятивным. Когда взрыватель срабатывает, возникающая сильная детонация вызывает одновременную детонацию всех 88 суббоеприпасов, в результате чего снаряд фрагментируется так же, как и обычный фугасный снаряд, и обеспечивает маркер[неизвестный термин] взрыва в воздухе для регистрации огня.

## Характеристики
- Длина с взрывателем: 899 мм
- Вес без взрывателя: 46.3 кг
- Полезная нагрузка: 72 суббоеприпаса; 48шт M42, 24шт M46
- Дальность: 28,4 км при стрельбе из орудия с длиной ствола в 39 калибров[3].